# 瓦伯河 (奧莫河支流)
8°13′26″N 37°37′23″E / 8.224°N 37.623°E
瓦伯河是埃塞俄比亞的河流，位於該國中南部，處於南方民族、部落和人民州，屬於奧莫河的左支流，當局在2018年研究利用該河進行水力發電的可行性。